# Mike Rogers (homme politique, 1963)
Pour les articles homonymes, voir Mike Rogers et Rogers.
Mike Rogers, né le 2 juin 1963, est un membre républicain de la Chambre des représentants des États-Unis de 2001 à 2015. Il représente le huitième district du Michigan. 
Membre des forces armées de 1985 à 1989 puis agent du FBI de 1989 à 1994, il est élu en 1995 au Sénat de l'État du Michigan.
À la Chambre des représentants, il a été le principal soutien du Respect for America's Fallen Heroes Act, un projet de loi (2006) interdisant les manifestations à proximité des funérailles de soldats morts au combat.
En août 2010, il a déclaré à la radio que la fuite de plus de 90 000 documents militaires classés sur le site WikiLeaks constituait une « trahison », et a appelé à l'exécution des coupables. Il est l'initiateur, en novembre 2011, du projet de loi Cyber Intelligence Sharing and Protection Act (CISPA).
Après sept mandats au Congrès, il annonce en mars 2014 ne pas être candidat à sa réélection dans le cadre des élections de novembre.
Il annonce en septembre 2023 sa candidature à l'élection sénatoriale de 2024 dans le Michigan pour remplacer la démocrate Debbie Stabenow, non candidate à sa réélection. Il remporte la primaire républicaine en juin 2024 avec 63,2 % des voix, battant notamment l'ancien représentant Justin Amash. Il perd l'élection générale contre la représentante démocrate Elissa Slotkin.
En avril 2025, il annonce une nouvelle candidature aux élections sénatoriales, cette fois-ci pour le siège du démocrate Gary Peters, non candidat à sa réélection en novembre 2026. Il obtient en juillet 2025 le soutien du président Donald Trump, faisant de lui le net favori pour la primaire républicaine.